# Горожанка (річка)
Горожа́нка — річка в Україні, в межах Галицького району Івано-Франківської області та Чортківського району Тернопільської області. Ліва притока Дністра (басейн Чорного моря). 

## Опис
Довжина 25 км. Площа водозбірного басейну 155 км². Похил річки 4,0 м/км. Долина коритоподібна, подекуди V-подібна, завширшки до 1,5—2 км. Річище завширшки 0,3—5 м, завглибшки 0,2—1,5  зарегульоване ставками. Використовується на технічне водопостачання, зрошення, рибництво. 

## Розташування
Горожанка бере початок на південь від села Яблунів. Тече на південний схід і південь. Впадає до Дністра біля південної околиці села Устя-Зелене. 
- Річка спершу тече територією Івано-Франківщини, потім — Тернопільщини, потім — знову територією Івано-Франківщини і, зрештою, знову Тернопільщини.

## Населені пункти
Над річкою розташовані такі села: Підлісне, Горожанка, Кінчаки, Озерце, Межигір'я і Устя-Зелене. 